# 新任判事補
『新任判事補』（しんにんはんじほ）は、1994年から1996年まで日本テレビ系「火曜サスペンス劇場」で放送されたテレビドラマシリーズ。全3回。主演は千堂あきほ。

## キャスト

### 東京地方裁判所八王子支部
椎田美奈子
演 - 千堂あきほ
刑事第18部の新人判事補。左陪席。実家で父と祖母との3人暮らし。
大岡淳三
演 - 中村敦夫（第1作・第2作）
刑事第18部の部長判事。
森山房枝
演 - 高畑淳子（第2作・第3作）
刑事第18部のベテラン判事。右陪席。美奈子の10期上の先輩。仙台地方裁判所から異動してきた。喫煙者。認知症の母と同居している。

### その他
椎田辰蔵
演 - 斉藤晴彦
美奈子の父。植木屋「植辰」の主人。
椎田幸子
演 - 内海桂子
辰蔵の母。美奈子の祖母。
山岡護
演 - 角田英介
植木屋「植辰」の従業員。都議会議員の息子。
大岡
演 - 泉晶子（第1作・第2作）
大岡の妻。

### ゲスト
第1作「ハリキリ新米女性裁判官が初めて担当した強姦未遂殺人事件!」（1994年）
- 片瀬（鑑定人） - 平野稔
- 長谷部浩次（東京地方裁判所八王子支部 判事） - 岸部一徳
- 長谷部（長谷部の妻） - 円城寺あや
- 尾上（事務官） - 越村公一

第2作「毒入りモナカを食べた老人の死、他殺自殺の壁に挑む新米女性裁判官」（1995年）
- 石黒与四郎（美和の夫・婿養子） - 苅谷俊介
- 石黒美和（石黒茂吉の娘） - 上原由恵
- せつ子（スナック「せつ子」ママ・石黒茂吉の娘・美和の姉） - 木瓜みらい
- 事務官 - 江角英明
- 弁護士 - 望月太郎
- 検事 - 佐戸井けん太
- 大長寺 住職 - 小池榮
- 小宮（小宮商店 店主） - 久松夕子
- 森山（房枝の母・認知症） - 五十嵐美恵子
- 交番巡査 - 渡辺寛二
- 与四郎の実弟 - 佐和たかし
- 石黒一夫（与四郎と美和の息子） - 内野友徳

第3作「殺人現場から消えた愛犬が握る空白の30分の謎」（1996年）
- 大河内恭子（佐藤聖吉の妹） - たうみあきこ
- 津村睦子（家政婦） - 曽川留三子
- 大濱広信（バー経営者） - 安藤一夫
- 不動産屋 - 岩崎ひろし
- 新高総一郎（弁護士） - 田中健
- 新高昌子（新高の妻） - 根岸季衣
- 末吉（国選弁護人） - 尾美としのり
- 政木（検察） - 藤田宗久
- 田所 - 佐々木敏
- 日野原誠（東京地方裁判所八王子支部 部長判事） - 石橋蓮司
- 碓井哲夫（右判事） - 斉藤暁

## スタッフ
- 原作 - 佐木隆三「生きている裁判官」（中央公論社）（第1作〜第3作）、渡部保夫「刑事裁判ものがたり」（潮出版社）（第1作）[1]
- 脚本 - 国弘威雄
- 音楽 - 佐藤允彦
- 監督 - 森﨑東、増田天平
- 企画 - 長富忠裕
- プロデューサー - 赤司学文（近代映画協会・オセロット）、石川好弘（近代映画協会・オセロット）、伊藤祥二
- 制作・著作 - 近代映画協会、オセロット
- 制作 - 日本テレビ

## 放送日程
| 話数 | 放送日         | サブタイトル                                                   | 原作                                                        | 脚本     | 監督     |
| ---- | -------------- | -------------------------------------------------------------- | ----------------------------------------------------------- | -------- | -------- |
| 1    | 1994年10月25日 | ハリキリ新米女性裁判官が初めて担当した強姦未遂殺人事件!        | 佐木隆三「生きている裁判官」 渡部保夫「刑事裁判ものがたり」 | 国弘威雄 | 森崎東   |
| 2    | 1995年05月23日 | 毒入りモナカを食べた老人の死、他殺自殺の壁に挑む新米女性裁判官 | 佐木隆三「生きている裁判官」                                | 国弘威雄 | 森崎東   |
| 3    | 1996年02月06日 | 殺人現場から消えた愛犬が握る空白の30分の謎                     | 佐木隆三「生きている裁判官」                                | 国弘威雄 | 増田天平 |